# 蒙克拉尔 (奥德省)
蒙克拉尔（法語：Montclar，法語發音：[mɔ̃klaʁ] ⓘ）是法国奥德省的一个市镇，位于该省中北部，属于卡尔卡松区。

## 地理
蒙克拉尔（43°8'6"N, 2°14'54"E）面积11.31 平方千米，位于法国奧克西塔尼大區奥德省，该省份为法国南部沿海省份，北起塔恩省，西北接上加龙省，西接阿列日省，南至东比利牛斯省，东临地中海，东北与埃罗省接壤。
与蒙克拉尔接壤的市镇（或旧市镇、城区）包括：阿莱拉克、塞皮、波马、普雷克桑、鲁菲亚克多德、鲁朗斯、圣马丹-德维勒雷格朗、维拉尔泽勒-迪拉泽斯。
蒙克拉尔的时区为UTC+01:00、UTC+02:00（夏令时）。

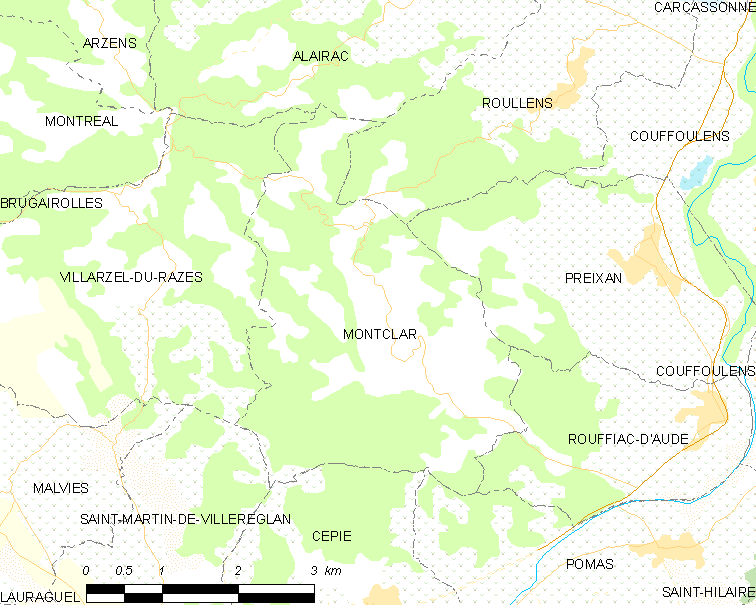
蒙克拉尔的OSM定位图

## 行政
蒙克拉尔的邮政编码为11250，INSEE市镇编码为11242。

## 政治
蒙克拉尔所属的省级选区为卡尔卡松第三县。

## 人口

1962-2008年间蒙克拉尔人口变化图示

蒙克拉尔于2022年1月1日时的人口数量为177人。